# Équipe du Portugal de rugby à sept
L'équipe portugaise de rugby à sept est l'équipe qui représente le Portugal dans les principales compétitions internationales de rugby à sept au sein des World Rugby Sevens Series et de la Coupe du monde de rugby à sept.

## Histoire
Le Portugal détient le record de titre dans les Seven's Grand Prix Series, et a notamment fait partie des équipes fixes des World Rugby Sevens Series de 2012 à 2016.

## Palmarès
- Vainqueur du Seven's Grand Prix Series en 2002, 2003, 2004, 2005, 2006, 2008, 2010, 2011 (le Portugal détient le record pour cette compétition) ;

- Médaille d'argent aux Jeux mondiaux de 2009.